# Kolambugan
Kolambugan è una municipalità di quarta classe delle Filippine, situata nella Provincia di Lanao del Norte, nella Regione del Mindanao Settentrionale.
Kolambugan è formata da 26 baranggay:
- Austin Heights
- Baybay
- Bubong
- Caromatan
- Inudaran
- Kulasihan
- Libertad
- Lumbac
- Manga
- Matampay
- Mukas
- Muntay
- Pagalungan

- Palao
- Pantaon
- Pantar
- Poblacion
- Rebucon
- Riverside
- San Roque
- Santo Niño
- Simbuco
- Small Banisilan
- Sucodan
- Tabigue
- Titunod